# FC Academia Chișinău
Pour les articles homonymes, voir Academia (homonymie).
Maillots
Le FC Academia Chișinău est un club moldave de football fondé en 2006 et basé à Chișinău. Il évolue actuellement dans le championnat de Moldavie de football et effectue ses matches à domicile au Stade Dinamo.

## Historique
Fondé en 2006, le FC Academia Chișinău évolue en Divizia Națională depuis la saison 2008-2009. Lors de cette première saison, l'équipe se classe onzième sur douze équipes engagées dans la compétition. En 2009-2010, le club termine le championnat à la septième place du classement.

## Joueurs notables
- Maxim Copeliciuc
- Serghei Epureanu